# Redbirds de Memphis
Les Redbirds de Memphis (en anglais : Memphis Redbirds) sont une équipe de ligue mineure de baseball basée à Memphis (Tennessee).
Affiliés depuis sa création en 1998 aux Cardinals de Saint-Louis de la Ligue majeure de baseball, les Redbirds jouent au niveau Triple-A en Ligue de la côte du Pacifique. Ils évoluent depuis 2000 au AutoZone Park (14 320 places).

## Histoire
- 1877 : Reds de Memphis
- 1885 : Reds de Memphis
- 1886, 1888 : Grays de Memphis
- 1887 : Browns de Memphis
- 1892, 1894-1895 : Giants/Lambs de Memphis
- 1893 : Fever Germs de Memphis
- 1901-1960 : Egyptians/Turtles/Chickasaws de Memphis
- 1968-1976 : Blues de Memphis
- 1978-1997 : Chicks de Memphis

Les Redbirds de Memphis sont créés en 1998 lors de l'expansion de la Ligue de la côte du Pacifique. À l'origine, l'équipe est gérée par l'organisme sans but lucratif Memphis Redbirds Baseball Foundation qui reste en place jusqu'en 2009 et la reprise par la société Global Spectrum détenue par le consortium Comcast. Les rencontres des Redbirds se disputent au Tim McCarver Stadium (8 800 places) les deux premières saisons en attendant la construction de l'AutoZone Park (14 320 places) qui est inauguré le 1er avril 2000.
Les Redbirds de Memphis disputent leur première rencontre au Johnny Rosenblatt Stadium d'Omaha contre les Royals. La saison 1998 de PCL, s'achève sur un bilan de 74 victoires et 64 défaites, laissant les Rebirds 3e/4 de leur division.

## Bilan sportif

### Palmarès
- Champion de la Ligue de la côte du Pacifique (AAA) : 2000, 2009, 2017, 2018.
- Champion de conférence : 2000, 2009, 2010, 2017, 2018.
- Champion de division : 2000, 2009, 2010, ,2014, 2017, 2018.

### Bilan saison par saison
| Saison                                   | Ligue                                    | Saison régulière                         | Saison régulière                         | Saison régulière                         | Saison régulière                         | Saison régulière                         | Saison régulière                         | Saison régulière                         | Saison régulière                         | Séries éliminatoires | Séries éliminatoires | Séries éliminatoires | Séries éliminatoires | Séries éliminatoires |
| Saison                                   | Ligue                                    | Conférence                               | Division                                 | Position                                 | Matches                                  | Victoires                                | Défaites                                 | %                                        | Moy. spect.                              | Matches              | Victoires            | Défaites             | %                    | Résultats            |
| ---------------------------------------- | ---------------------------------------- | ---------------------------------------- | ---------------------------------------- | ---------------------------------------- | ---------------------------------------- | ---------------------------------------- | ---------------------------------------- | ---------------------------------------- | ---------------------------------------- | -------------------- | -------------------- | -------------------- | -------------------- | -------------------- |
| Redbirds de Memphis                      |                                          |                                          |                                          |                                          |                                          |                                          |                                          |                                          |                                          |                      |                      |                      |                      |                      |
| 1998                                     | PCL                                      | Américaine                               | Est                                      | 3e/4                                     | 144                                      | 74                                       | 70                                       | 0.514                                    |                                          | -                    | -                    | -                    | -                    | -                    |
| 1999                                     | PCL                                      | Américaine                               | Est                                      | 3e/4                                     | 138                                      | 74                                       | 64                                       | 0.536                                    |                                          | -                    | -                    | -                    | -                    | -                    |
| 2000                                     | PCL                                      | Américaine                               | Est                                      | 1er/4                                    | 144                                      | 83                                       | 61                                       | 0.576                                    |                                          | 9                    | 6                    | 3                    | .667                 | Champion             |
| 2001                                     | PCL                                      | Américaine                               | Est                                      | 4e/4                                     | 143                                      | 62                                       | 81                                       | 0.434                                    |                                          | -                    | -                    | -                    | -                    | -                    |
| 2002                                     | PCL                                      | Américaine                               | Est                                      | 4e/4                                     | 142                                      | 71                                       | 71                                       | 0.500                                    |                                          | -                    | -                    | -                    | -                    | -                    |
| 2003                                     | PCL                                      | Américaine                               | Est                                      | 4e/4                                     | 143                                      | 64                                       | 79                                       | 0.448                                    |                                          | -                    | -                    | -                    | -                    | -                    |
| 2004                                     | PCL                                      | Américaine                               | Est                                      | 2e/4                                     | 144                                      | 73                                       | 71                                       | 0.507                                    |                                          | -                    | -                    | -                    | -                    | -                    |
| 2005                                     | PCL                                      | Américaine                               | Nord                                     | 3e/4                                     | 143                                      | 71                                       | 72                                       | 0.497                                    |                                          | -                    | -                    | -                    | -                    | -                    |
| 2006                                     | PCL                                      | Américaine                               | Nord                                     | 3e/4                                     | 144                                      | 58                                       | 86                                       | 0.403                                    |                                          | -                    | -                    | -                    | -                    | -                    |
| 2007                                     | PCL                                      | Américaine                               | Nord                                     | 4e/4                                     | 144                                      | 56                                       | 88                                       | 0.389                                    |                                          | -                    | -                    | -                    | -                    | -                    |
| 2008                                     | PCL                                      | Américaine                               | Est                                      | 2e/4                                     | 142                                      | 75                                       | 67                                       | 0.528                                    |                                          | -                    | -                    | -                    | -                    | -                    |
| 2009                                     | PCL                                      | Américaine                               | Nord                                     | 1er/4                                    | 144                                      | 77                                       | 67                                       | 0.535                                    |                                          | 6                    | 6                    | 0                    | 1                    | Champion             |
| 2010                                     | PCL                                      | Américaine                               | Nord                                     | 2e/4                                     | 144                                      | 82                                       | 62                                       | 0.569                                    |                                          | 6                    | 3                    | 3                    | .500                 | Finaliste            |
| 2011                                     | PCL                                      | Américaine                               | Nord                                     | 2e/4                                     | 143                                      | 77                                       | 66                                       | 0.538                                    |                                          | -                    | -                    | -                    | -                    | -                    |
| 2012                                     | PCL                                      | Américaine                               | Nord                                     | 3e/4                                     | 144                                      | 57                                       | 87                                       | 0.396                                    |                                          | -                    | -                    | -                    | -                    | -                    |
| 2013                                     | PCL                                      | Américaine                               | Nord                                     | 2e/4                                     | 144                                      | 69                                       | 75                                       | 0.479                                    |                                          | -                    | -                    | -                    | -                    | -                    |
| 2014                                     | PCL                                      | Américaine                               | Sud                                      | 1er/4                                    | 143                                      | 79                                       | 64                                       | 0.552                                    |                                          | 4                    | 1                    | 3                    | .250                 | Demi-finale          |
| 2015                                     | PCL                                      | Américaine                               | Sud                                      | 2e/4                                     | 144                                      | 73                                       | 71                                       | 0.507                                    |                                          | -                    | -                    | -                    | -                    | -                    |
| 2016                                     | PCL                                      | Américaine                               | Sud                                      | 4e/4                                     | 142                                      | 65                                       | 77                                       | 0.458                                    |                                          | -                    | -                    | -                    | -                    | -                    |
| 2017                                     | PCL                                      | Américaine                               | Sud                                      | 1er/4                                    | 141                                      | 91                                       | 50                                       | 0.645                                    |                                          | 10                   | 6                    | 4                    | .600                 | Champion             |
| 2018                                     | PCL                                      | Américaine                               | Sud                                      | 1er/4                                    | 140                                      | 83                                       | 57                                       | 0.593                                    |                                          | 8                    | 6                    | 2                    | .750                 | Champion             |
| 2019                                     | PCL                                      | Américaine                               | Nord                                     | 2e/4                                     | 140                                      | 69                                       | 71                                       | 0.493                                    |                                          | -                    | -                    | -                    | -                    | -                    |
| 2020                                     | PCL                                      |                                          |                                          |                                          |                                          |                                          |                                          |                                          |                                          | -                    | -                    | -                    | -                    | -                    |
| 2021                                     | Triple-A Est                             | -                                        | Sud-Est                                  | 5e/7                                     | 128                                      | 61                                       | 67                                       | 0.477                                    |                                          | 8                    | 4                    | 4                    | .500                 | 13e/30               |
| 2022                                     | IL                                       | -                                        | Ouest                                    | 6e/10                                    | 150                                      | 73                                       | 77                                       | .487                                     |                                          | -                    | -                    | -                    | -                    | -                    |
| Bilan en saison régulière (fin 2021)     | Bilan en saison régulière (fin 2021)     | Bilan en saison régulière (fin 2021)     | Bilan en saison régulière (fin 2021)     | Bilan en saison régulière (fin 2021)     | 3418                                     | 1717                                     | 1701                                     | .502                                     |                                          |                      |                      |                      |                      |                      |
| Bilan en Séries éliminatoires (fin 2022) | Bilan en Séries éliminatoires (fin 2022) | Bilan en Séries éliminatoires (fin 2022) | Bilan en Séries éliminatoires (fin 2022) | Bilan en Séries éliminatoires (fin 2022) | Bilan en Séries éliminatoires (fin 2022) | Bilan en Séries éliminatoires (fin 2022) | Bilan en Séries éliminatoires (fin 2022) | Bilan en Séries éliminatoires (fin 2022) | Bilan en Séries éliminatoires (fin 2022) | 51                   | 32                   | 19                   | .627                 | 4 titres             |

## Joueurs et personnalités de la franchise

### Managers
Le tableau suivant présente la liste des managers du club depuis 1998.
| # | Entraîneur     | Période   | Saison régulière | Saison régulière | Saison régulière | Saison régulière | Playoffs | Playoffs | Playoffs | Playoffs | Récompenses              |
| # | Entraîneur     | Période   | M                | V                | D                | %                | M        | V        | D        | %        | Récompenses              |
| - | -------------- | --------- | ---------------- | ---------------- | ---------------- | ---------------- | -------- | -------- | -------- | -------- | ------------------------ |
| 1 | Gaylen Pitts   | 1998-2002 | 711              | 364              | 347              | .512             | 1        | 7        | 6        | .538     | Champion en 2000         |
| 2 | Tom Spencer    | 2003      | 64               | 22               | 42               | .344             | -        | -        | -        | -        | -                        |
| 3 | Danny Sheaffer | 2003-2006 | 510              | 244              | 266              | .478             | -        | -        | -        | -        | -                        |
| 4 | Chris Maloney  | 2007-2011 | 717              | 367              | 350              | .512             | 2        | 9        | 4        | .692     | Champion en 2009         |
| 5 | Ron Warner     | 2012-2014 | 431              | 205              | 226              | .476             | 1        | 1        | 3        | .250     | -                        |
| 3 | Mike Shildt    | 2015-2016 | 286              | 138              | 148              | .483             | -        | -        | -        | -        | -                        |
| 4 | Stubby Clapp   | 2017-2018 | 281              | 174              | 107              | .619             | 2        | 13       | 7        | .650     | Champion en 2017 et 2018 |
| 5 | Ben Johnson    | 2019-     | 260              | 126              | 134              | .485             | 1        | 4        | 4        | .500     | -                        |

### Joueurs notables
- Brandon Dickson
- Dan Haren
- Ryan Sherriff
- Michael Wacha

### Maillots retirés
- 1 - Ozzie Smith, retiré en 1996.
- 2 - Red Schoendienst, retiré en 1996.
- 6 - Stan Musial, retiré en 1963.
- 9 - Enos Slaughter, retiré en 1996.
- 10 - Tony La Russa, retiré en 2012.
- 14 - Ken Boyer, retiré en 1984.
- 17 - Dizzy Dean, retiré en 1974.
- 20 - Lou Brock, retiré en 1979.
- 23 - Ted Simmons, retiré en 2021.
- 24 - Whitey Herzog, retiré en 2010.
- 42 - Bruce Sutter, retiré en 2006 et Jackie Robinson, retiré en 1997.
- 45 - Bob Gibson, retiré en 1975.
- 85 - Gussie Busch, retiré en 1984.

## Galerie

Logo de 1998 à 2014
Logo de 2015 à 2016
Logo depuis 2017

## Stades
- 1998-1999 : Tim McCarver Stadium à Memphis, Tennessee (8 800 places).
- 2000- : AutoZone Park à Memphis, Tennessee (10 000 places).